# دانیرا بیلیچ
دانیرا بیلیچ (انگلیسی: Danira Bilić؛ زادهٔ ۲۲ ژوئیهٔ ۱۹۶۹) بازیکن بسکتبال اهل یوگسلاوی بود.
وی در مسابقات کشوری و بین‌المللی در مجموع برندهٔ ۳ مدال نقره شده‌است.